# Torneio de Montreux de 1950
O Torneio de Montreux de 1950  foi a 24ª edição do Torneio de Montreux.

## Resultados
|    | Equipe      | Pts | J | V | E | D | GM | GS | DG  |
| -- | ----------- | --- | - | - | - | - | -- | -- | --- |
| 1º | Inglaterra  | 21  | 7 | 7 | 0 | 0 | 34 | 12 | 22  |
| 2º | Portugal    | 19  | 7 | 6 | 0 | 1 | 29 | 8  | 21  |
| 3º | Itália B    | 15  | 7 | 4 | 0 | 3 | 21 | 20 | 1   |
| 4º | Espanha     | 13  | 7 | 3 | 0 | 4 | 27 | 20 | 7   |
| 5º | Montreux HC | 13  | 7 | 3 | 0 | 4 | 28 | 25 | 3   |
| 6º | Bélgica     | 13  | 7 | 3 | 0 | 4 | 21 | 32 | -11 |
| 7º | França      | 11  | 7 | 2 | 0 | 5 | 17 | 28 | -11 |
| 8º | Alemanha    | 7   | 7 | 0 | 0 | 7 | 12 | 44 | -32 |

|             | Suíça | Alemanha | Bélgica | França | Itália | Espanha | Portugal | Inglaterra |
| ----------- | ----- | -------- | ------- | ------ | ------ | ------- | -------- | ---------- |
| Montreux HC |       | 7-0      | 3-6     | 5-3    | 2-3    | 5-1     | 2-4      | 4-8        |
| Alemanha    |       |          | 3-6     | 3-5    | 1-5    | 1-9     | 1-6      | 3-6        |
| Bélgica     |       |          |         | 5-2    | 2-4    | 0-7     | 1-7      | 1-6        |
| França      |       |          |         |        | 5-4    | 1-3     | 0-3      | 1-5        |
| Itália B    |       |          |         |        |        | 4-2     | 1-5      | 0-3        |
| Espanha     |       |          |         |        |        |         | 2-4      | 3-5        |
| Portugal    |       |          |         |        |        |         |          | 0-1        |
| Inglaterra  |       |          |         |        |        |         |          |            |